# 뮌셰너 프라이하이트
뮌셰너 프라이하이트(Münchener Freiheit)는 2016년까지 19장의 정규 앨범을 발매한 독일의 팝 및 록 밴드로, 그 중 4장이 금빛으로 변했다. 그들은 뮌헨 시의 한 광장에서 이름을 따왔는데, "뮌헨의 자유"를 의미한다. 그들은 노이에 도이체 벨레 음악 운동의 일부로 여겨진다.
그들은 영어권에서 그들의 싱글 "Keeping the Dream Alive"로 가장 잘 알려져 있다. 이 노래는 1988년 12월에 발매되었을 때 영국 싱글 차트에서 14위에 올랐고, 뮌셰너 프라이하이트를 그곳에서 원 히트 원더로 만들었다.